# 吉利控股集团
浙江吉利控股集团是中国的一家科技企业集团，主营汽车业务。2020年，吉利控股集团在财富世界500强排名第243位。

## 历史
浙江吉利控股集团始建于1986年。1986年11月6日，浙江省台州市石曲乡（现为石曲村）的12户农民集资成立了名义上为集体所有制的北极花冰箱厂，厂长是李书福，该厂主要经营电冰箱配件生产，1989年1月至6月份产值超过了3200万元人民币。1989年6月，国家实施规定将电冰箱定点生产，北极花冰箱厂因未能登上生产名单，不再生产电冰箱。政策变动导致冰箱厂业绩严重下滑、濒临破产，最后由乡政府代管。
1990年，李书福在深圳学习期间，发现铝镁曲板这种装潢材料行业市场前景好，于是创立吉利装潢材料厂，研发、生产高档装潢材料，并于1991年7月，成功研制了中国第一张镁铝曲面装饰板。
1992年，李书福在参观过摩托车厂后认为该行业市场前景好，于是决定投资摩托车行业，成立了浙江吉利摩托车厂。及后至1994年4月，吉利进入摩托车行业，同年6月，推出中国大陆产的踏板式摩托车，因价格较台湾产有明显优势，而获得市场欢迎。
1995年，李书福决定进入汽车制造的行业中，但因不能取得汽车生产牌照而未能成事。1996年5月，吉利集团有限公司成立。1997年3月（也有报道称是1996年），李书褔在研究汽车目录公告后，发现一家名为四川德阳汽车厂的停产企业，后通过投资该企业的所有单位，李书福获得了与该企业合作生产的机会，并成立了挂靠于该企业的“四川吉利波音汽车有限公司”，并在浙江台州临海筹建了吉利第一个汽车生产厂。该公司名因含有波音字样，致使波音公司介入维权，后改名为“吉利汽车”。
经过李书福与相关部门沟通协商后，其收购四川德阳汽车厂的审批被通过。九十年代末，拥有客车生产目录的李书褔成立了浙江省豪情汽车有限公司，1998年8月8日，该公司生产的豪情汽车在临海基地下线。
吉利集团还兼并有宁波拖拉机厂的汽车制造部分，成立了宁波美日汽车制造有限公司。同期，李书福共拥用临海、路桥、宁波、上海四个生产基地。
2001年，中国加入世贸组织，吉利因此获批可以生产小轿车。2002年，吉利首款轿车“自由舰”面市。
2003年3月24日，主营汽车业务的浙江吉利控股集团有限公司成立。
2004年，吉利汽车集团透过将吉利控股的业务及资产注入吉利汽车控股有限公司，实行将吉利汽车于香港交易所整体上市，股票代码：00175.HK。
2005年6月21日，董事长李书福代表吉利汽车控股有限公司与香港生产力促进局主席兼香港立法会议员梁君彦正式签署《在香港合作开发新型轿车体系并带动有关零部件开发项目的合作备忘录》。
2006年10月24日，吉利汽车收购了英国锰铜控股有限公司约23%权益，更合组了一间联营公司于上海生产出租车，并拥有亚洲区的独家生产及销售权。
2007年5月，吉利汽车控股有限公司签约收购浙江吉利控股集团有限公司旗下的汽车资产。2008年7月收购完成后，已拥有位于中国的五个汽车生产基地及其厂房，拥有了吉利、华普、英伦三个汽车品牌，发动机、变速箱、汽车研究院等关键零部件厂房。
2009年12月24日，浙江吉利控股集团与福特汽车就收购沃尔沃汽车达成初步协议。2010年3月28日在瑞典正式签署沃尔沃汽车股权转让协议，交易价约十八亿美元，约一百三十九亿七千二百五十万港元。
2012年7月9日，《财富》世界500强企业排行榜发布，吉利控股集团以营业收入233.557亿美元（约1500亿元人民币）首次进入世界500强。
2013年2月1日，吉利控股集团通过下属子公司——吉利英国集团有限公司按零现金、零债务模式以1104万英镑收购英国锰铜控股的业务与核心资产，包括英国锰铜的厂房、设备、不动产、全部无形资产(包括知识产权、商标、商誉等)，以及锰铜与吉利在中国设立的合资工厂中48%的股份和库存车辆。
2013年7月8日，《财富》杂志发布了“2013年财富世界500强”榜单，吉利控股集团以总营业收入245.5亿美元连续第二年入选。
2015年3月26日，吉利控股集团伦敦出租车工厂扩建仪式在英国考文垂举行，英国首相大卫·卡梅伦亲临仪式并讲话。7月3日，吉利宣布向冰岛碳循环国际公司投资4,550万美元，研发并推广100％甲醇燃料汽车在中国、冰岛和世界其他地区的使用。8月12日，吉利汽车控股有限公司（吉利控股集团子公司）和法国巴黎银行个人金融（法国巴黎银行全资子公司）合资成立吉致汽车金融有限公司。10月21日，中共中央总书记、国家主席习近平与英国剑桥公爵威廉王子一起，在李书福陪同下参观了吉利伦敦出租车公司推出的全新一代伦敦出租车TX5。
2016年7月20日，美国《财富》杂志发布2016世界500强排行榜，吉利控股集团以2015年实现263亿美元营业收入连续第五年进入世界500强，位列第410位，排名较上年提升67位。
2017年5月24日，吉利控股集团与马来西亚的民族品牌DRB-HICOM集团达成协议，吉利收购49%的宝腾汽车股份和51%的莲花汽车股份，成为宝腾汽车独家外资战略合作伙伴。同年6月23日，吉利在吉隆坡与马来西亚DRB-HICOM集团签署最终协议达成收购。11月13日，吉利宣布收购美国太力（Terrafugia）飞行汽车公司。12月27日，浙江吉利控股集团与欧洲基金公司CevianCapital达成一致，将斥资32.5亿欧元、约39亿美元收购其持有的沃尔沃集团股票，项目交割后，吉利控股将持有沃尔沃集团8.2%的股权，并拥有15.6%投票权，成为其第一大股东。
2018年2月24日，吉利集团有限公司宣布已收购戴姆勒9.69%具有表决权的股份，成为戴姆勒集团最大单一股东。同年6月6日，吉利控股与腾讯联合宣布，双方所组的联合体中标动车网络科技有限公司的关于49%股权转让项目，将联合运营高铁WIFI等增值服务。
2019年3月28日，吉利控股集团与戴姆勒集团宣布将成立合資公司。2019年5月9日，由双方合资的蔚星科技有限公司成立，该公司由刘金良担任法人代表，将负责Smart电动车国产化，并落户成都市龙泉驿区。2020年1月8日，由双方合资的智马达汽车有限公司成立，CEO是佟相北，总部设于中国宁波杭州湾新区，该公司致力于Smart汽车品牌的高端化、电动化、智能化。
2021年3月2日，吉利和百度合資注册成立集度汽车有限公司。该公司名取“集百度AI能力之大成”之意，经营新能源汽车方面业务，法定代表人为夏一平。
2023年5月，吉利增持英國汽車品牌雅士頓·馬田的股份约至17%，升为第三大股东。
2024年5月31日，吉利控股和吉利汽车与雷诺合资成立研发动力总成技术的皓思，该公司的业务范围涵盖所有类型的混合动力解决方案，总部设于英国伦敦，雷诺和吉利各持有新公司50%股份。

## 旗下业务及公司

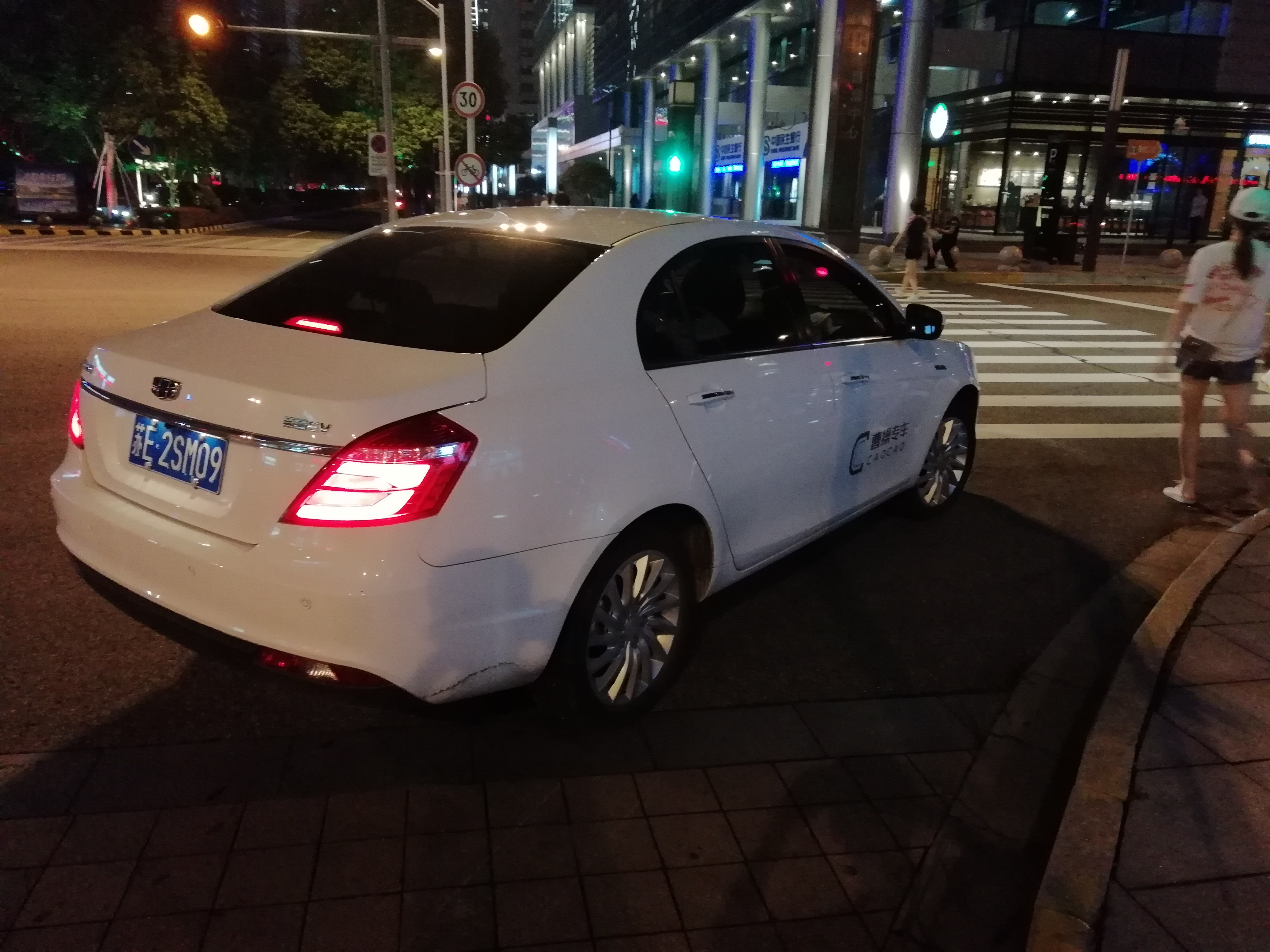
吉利集团旗下的曹操专车

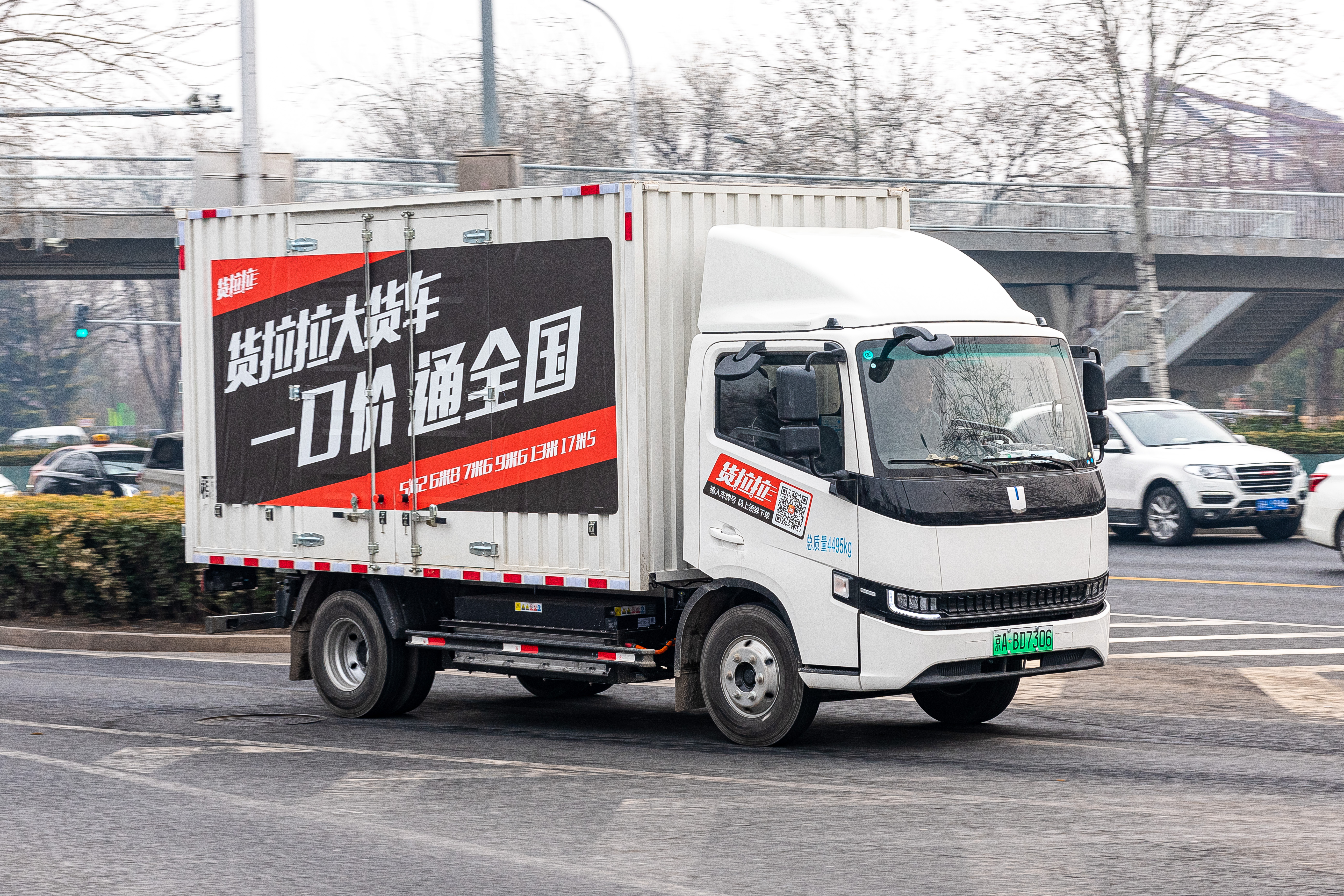
吉利远程新能源商用车集团生产的远程星智轻卡

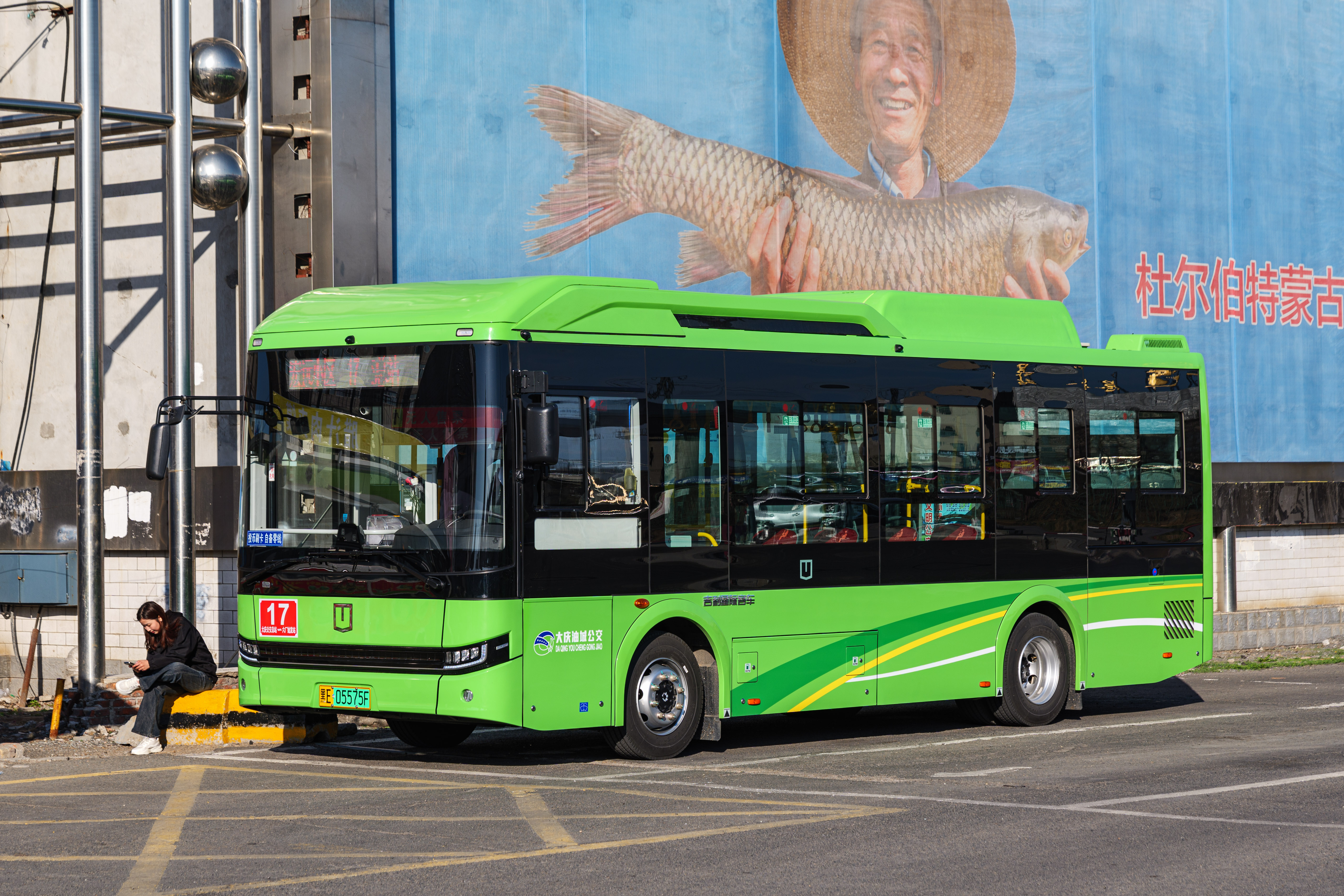
大庆公交使用的吉利远程星际甲醇增程式电动公共汽车

- 乘用车
  - 吉利汽车
    - 吉利银河
      - 吉利几何

    - 极氪
      - 领克

    - 宝腾49.9%
    - 睿蓝汽车 45%
    - 雷諾韓國汽車34.02%
    - 白吉（英语：BelGee）33.47%

  - 倫敦電動汽車
  - 沃尔沃汽车
  - 极星
  - 莲花汽车51%
  - Smart汽車50%
  - 阿斯顿·马丁约17%[28]
  - 梅賽德斯-賓士集團9.69%
- 動力系統
  - 極光灣科技
    - 沃爾沃引擎架構（英语：Volvo Engine Architecture）

  - 皓思動力總成（英语：Horse Powertrain）（雷諾，吉利汽車，吉利控股，沙特阿美分別擁有45%、29.7%、15.3%及10%的權益）
- 商用车
  - 远程汽車
    - 欧铃汽车
    - 汉马科技 28.54%

  - 雷达汽车（英语：Radar Auto）
  - 沃尔沃集团8.2%股權及15.6%投票權
- 摩托
  - 吉铭摩托
  - 钱江摩托
    - 贝纳利（英语：Benelli (motorcycles)）

  - 力帆摩托（持股）
- 通用航空
  - 太力飞行汽车（英语：Terrafugia）
  - 傲势科技
- 商业航天
  - 时空道宇（持股）
  - 星空智联
  - 上合航天（持股）
- 出行
  - 曹操专车
- 材料
  - 吉利百矿
  - 铭岛铝业
- 新能源科技
  - 聚能互联
  - 易易换电
  - 常青新能源
- 智能科技
  - 星紀時代
    - 魅族科技 79%

  - 亿咖通
- 铭泰集团
  - 铭泰教育
  - 铭泰体育
  - 铭泰文旅
- 教育事业
  - 吉利学院
  - 三亚学院
  - 三亚理工职业学院
  - 湘潭理工学院
  - 湖南吉利汽车职业学院
  - 浙江汽车职业学院（代管）

## 爭議
2023年6月23日，乌克兰国家预防腐败局（NAZK）宣布将中国浙江吉利控股集团有限公司列入俄罗斯入侵乌克兰战争的国际赞助商名单。NAZK对作出这一决定的原因表示，即使在俄罗斯入侵乌克兰期间，大多数欧洲、日本和韩国的汽车制造商都停止在俄罗斯市场上销售情况下，该公司依然继续在俄罗斯展示和销售其品牌的新车型，并且企图增加其在俄罗斯的销售利润，该公司管理层也没有谴责俄罗斯对乌克兰的战争。不過也並非全公司認同此一政策，吉利旗下的子公司沃爾沃車廠，卻也是同集團裡最早退出俄羅斯市場的汽車品牌之一。